# Фюрстенберг, Талита фон
Принцесса Талита Наташа фон Фюрстенберг, известная в профессиональном плане как Талита фон Фюрстенберг (англ. Princess Talita Natasha von Fürstenberg, Talita von Furstenberg; род. 7 мая 1999) — американская светская львица, модельер и модель. Внучка модельеров Дианы фон Фюрстенберг и принца Эгона фон Фюрстенберга, член княжеского дома Фюрстенберг, швабской дворянской семьи. В 2019 году она запустила свою модную линию TVF для DVF в партнёрстве с модным домом своей бабушки.

## Личная жизнь
Талита Наташа фон Фюрстенберг родилась 7 мая 1999 года в семье Александры и принца Александра фон Фюрстенберга. По отцовской линии она является членом немецкого княжеского рода Фюрстенбергов и наследницей итальянской семьи Аньелли (её прапрабабушкой и прадедушкой были Эдоардо Аньелли и Вирджиния Бурбон дель Монте). Её бабушка и дедушка по отцовской линии — модельеры Диана фон Фюрстенберг и принц Эгон фон Фюрстенберг. Её дед по материнской линии — миллиардер-бизнесмен Роберт Уоррен Миллер. У неё есть младший брат, принц Тассило Эгон Максимилиан фон Фюрстенберг, и младшие сводные братья, принцы Леон и Вито фон Фюрстенберги. Она является племянницей Пиа Гетти, Мари-Шанталь, наследной принцессы Греции и принцессы Дании, и принцессы Татьяны фон Фюрстенберг. Троюродная сестра Коко Брандолини д’Адда и Бьянки Брандолини д’Адда. Её родители развелись в 2002 году. Её мать позже вышла замуж за Дэкса Миллера, а отец женился на модельере Али Кэй.
В 2017 году Талита окончила Брентвудскую школу в Лос-Анджелесе, где была членом команды по фехтованию. После окончания средней школы она училась в Джорджтаунском университете вместе со своим двоюродным братом, принцем Греции и Дании Константином Алексиосом, изучая международные отношения. Позже она перевелась в Нью-Йоркский университет, где изучает модный бизнес и маркетинг.

## Карьера
Талита фон Фюрстенберга была интернирована в подростковую моду, а также принимал активное участие в работе дома моды её бабушки Дианы фон Фюрстенберг. В 2015 году она была представлена на обложке октябрьского номера и имела собственный разворот для журнала Tatler. Она также была представлена в журнале Teen Vogue. В 2016 году Талита фон Фюрстенберг работала стажером в президентской кампании Хиллари Клинтон.
В апреле 2016 года Талита фон Фюрстенберг была представлена в американском журнале Ярмарке Тщеславия вместе с двумя своими двоюродными сестрами, Изабель Гетти и принцессой Марией-Олимпией Греческой и Датской.
В 2017 году она вышла на подиум для Dolce & Gabbana во время Недели моды в Милане. В 2018 году она была названа новой музой для DvF.
24 апреля 2019 года Талита фон Фюрстенберг запустила свою собственную линию для DVF под названием TVF. Коллекция состоит из 23 предметов и ориентирована на молодежь.